# Basilique et monastère Saint-François-d'Assise
La basilique et le monastère Saint-François-d'Assise de Lima est un édifice catholique situé au nord-est de la Plaza Mayor, dans la ville de Lima, la capitale du Pérou. Avec le centre historique de Lima, il est inscrit sur la liste du patrimoine mondial de l'UNESCO depuis 1991. Cet édifice constitue l'un des plus beaux et des plus vastes héritages historiques et un exemple majeur de l'art durant la période coloniale.
Le site comprend notamment une bibliothèque et des catacombes. Le pape Jean XXIII a élevé l'église au rang de basilique mineure en 1963. Des processions ont lieu tous les ans afin de célébrer l'apôtre Jude et les saints François Solano qui y a vécu au XVIe siècle, et François d'Assise.

## Historique
Quelques années après la fondation de la ville de Lima, Francisco de Santa Ana arriva à Lima en 1546 et construisit une modeste et petite église qui fut ensuite agrandie par le vice-roi du Pérou, Andrés Hurtado de Mendoza, en même temps que le couvent. Les magnifiques extensions étaient cependant construites de manière peu solide et furent largement détruites lors du tremblement de terre du 4 février 1655.
Francisco de Borja, commissaire général des Franciscains, chargea l'architecte portugais Constantino de Vasconcellos de la planification et Limeño Manuel Escobar de la construction de la nouvelle église au même endroit. Le vice-roi Luis Enríquez de Guzmán posa la première pierre le 8 mai 1657. La nouvelle église fut solennellement consacrée le 3 octobre 1672 ; les travaux du couvent se poursuivirent jusqu'en 1729. En 1966 et 1970, des tremblements de terre ont à nouveau endommagé l'église.

## Architecture
L'architecture est de style baroque espagnol, elle a inspiré d'autres églises de la région. Les voûtes de la nef et les travées sont peintes en style mudéjar, un mélange d'influences maures et espagnoles.

## Galerie

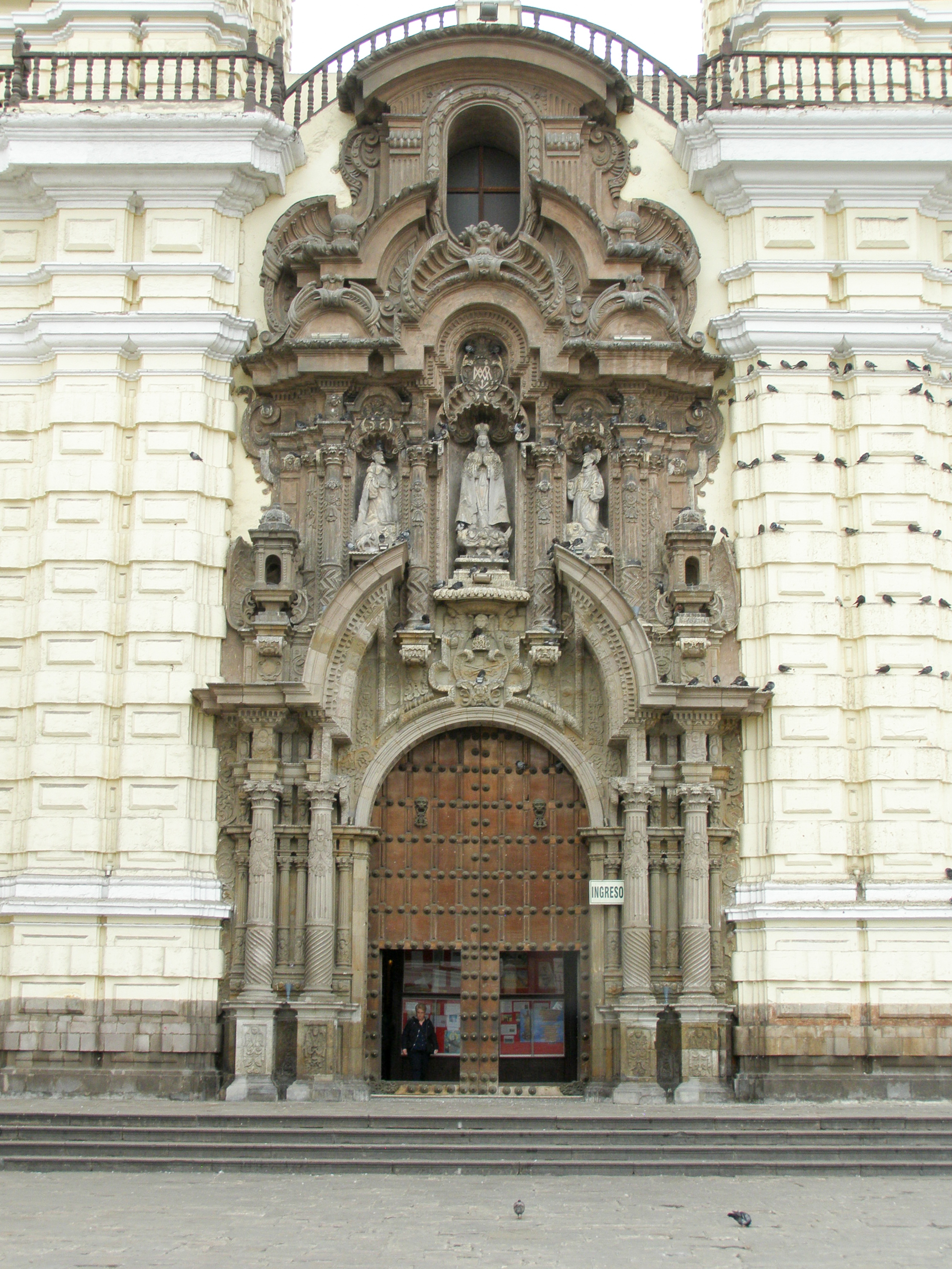
Le portail de l'église.
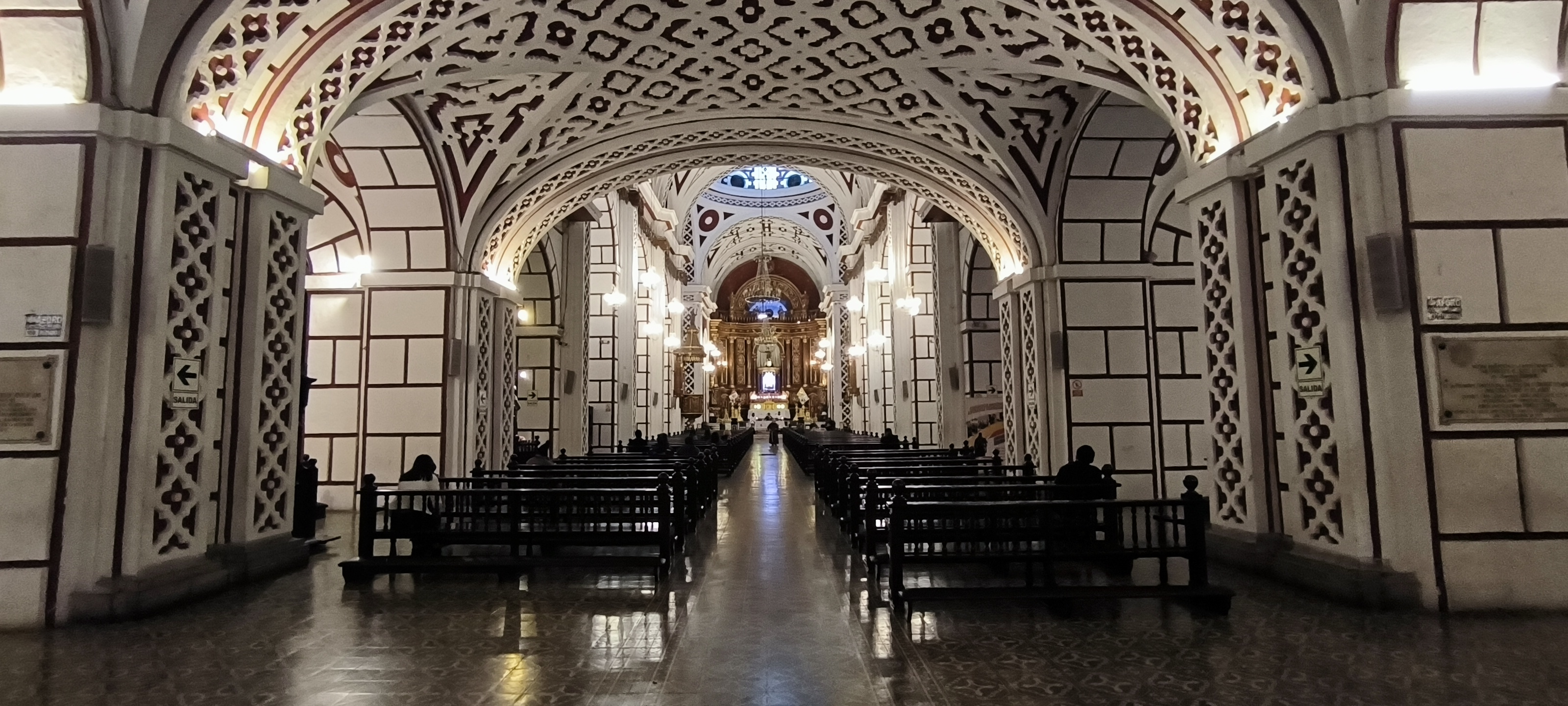
La nef centrale.
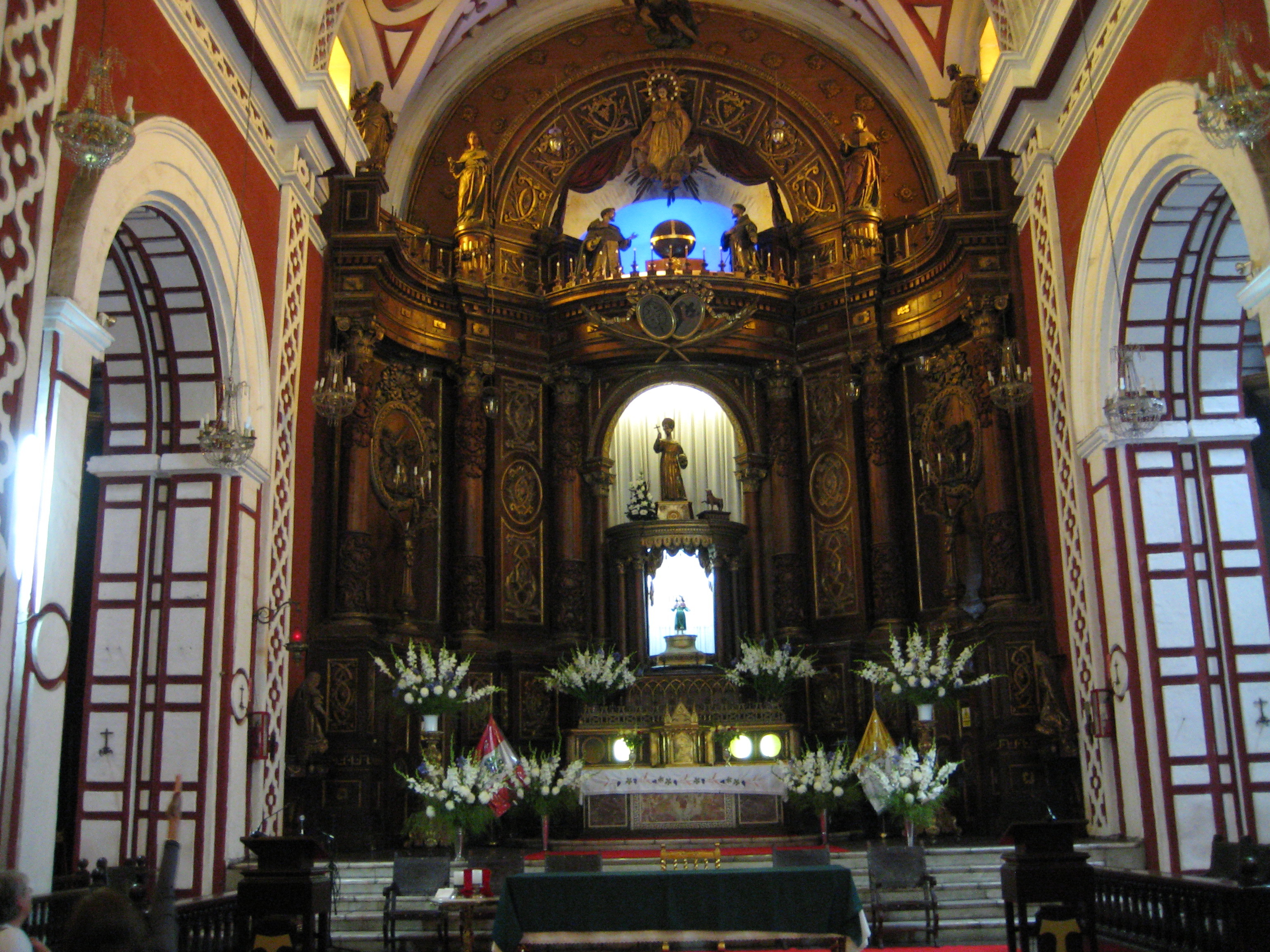
La chœur baroque, sculpté dans du cèdre importé du Costa Rica au XVIIe siècle. L’autel dédié au patron des causes impossibles, saint Jude Thaddée, est entièrement en argent.
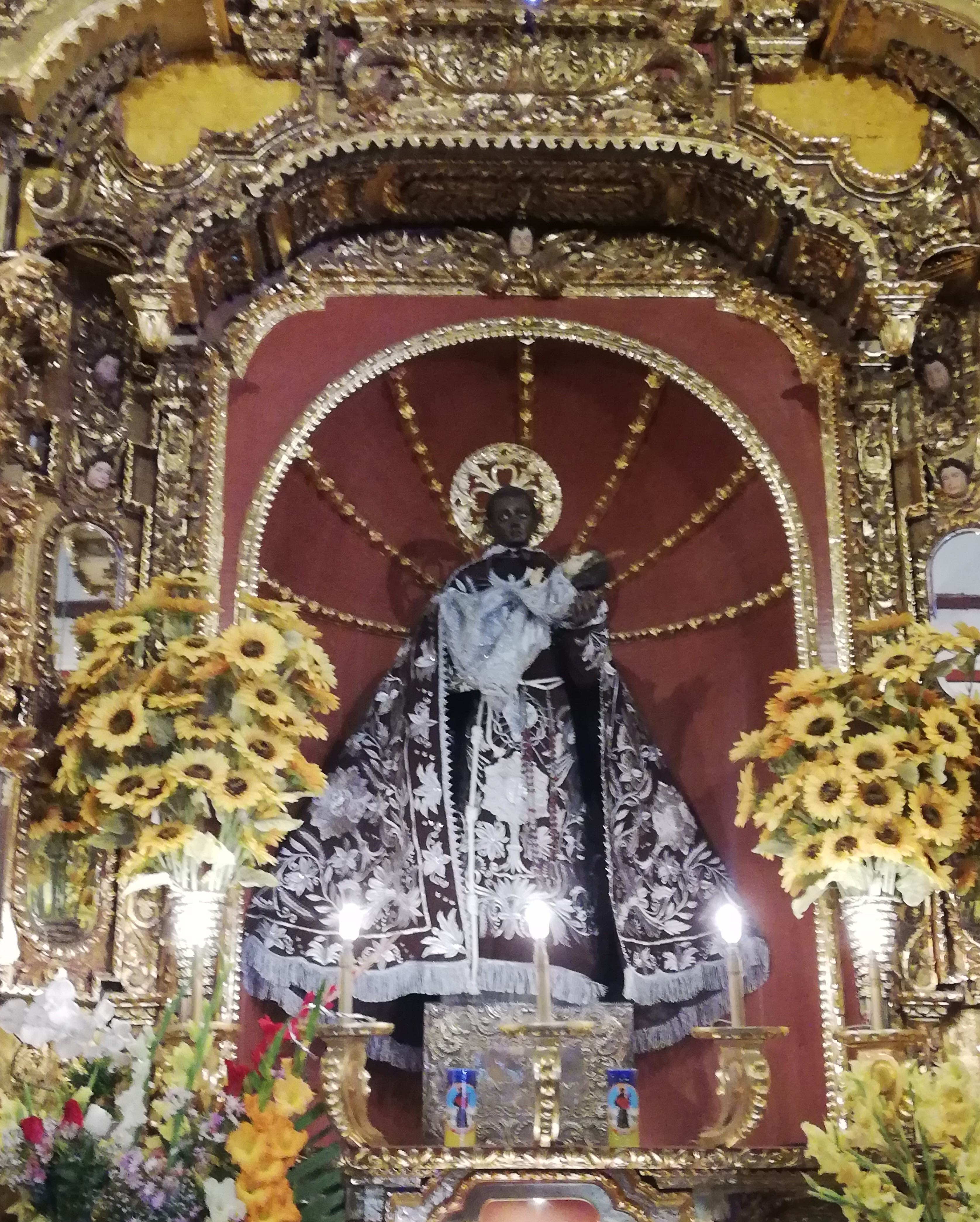
Autel de saint Benoît le Maure.
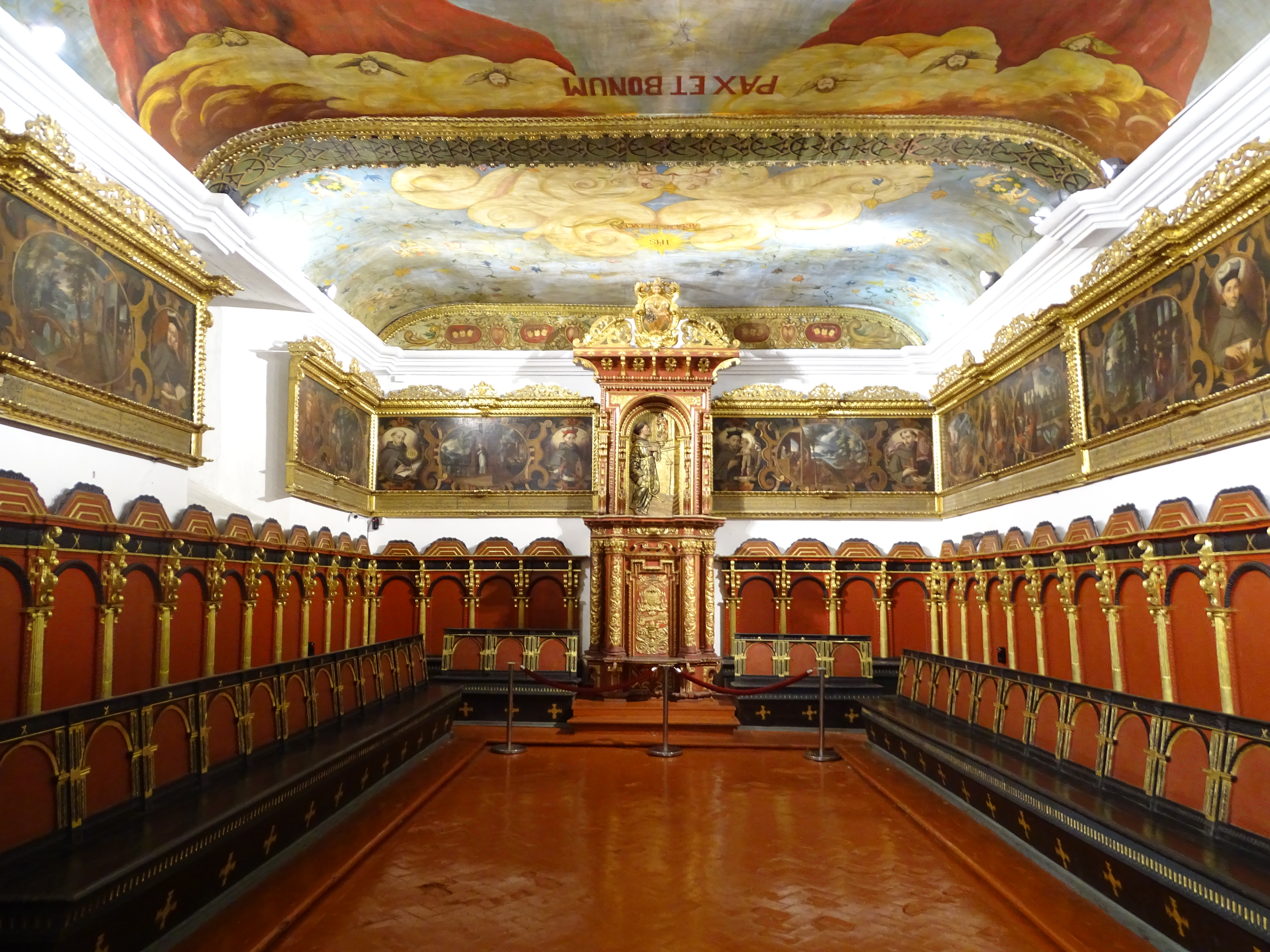
La maison du chapitre entourée de stalles avec une tribune centrale surmontée d'un groupe sculpté en bois représentant Jean Duns Scot avec l'Immaculée Conception, patronne des Franciscains.
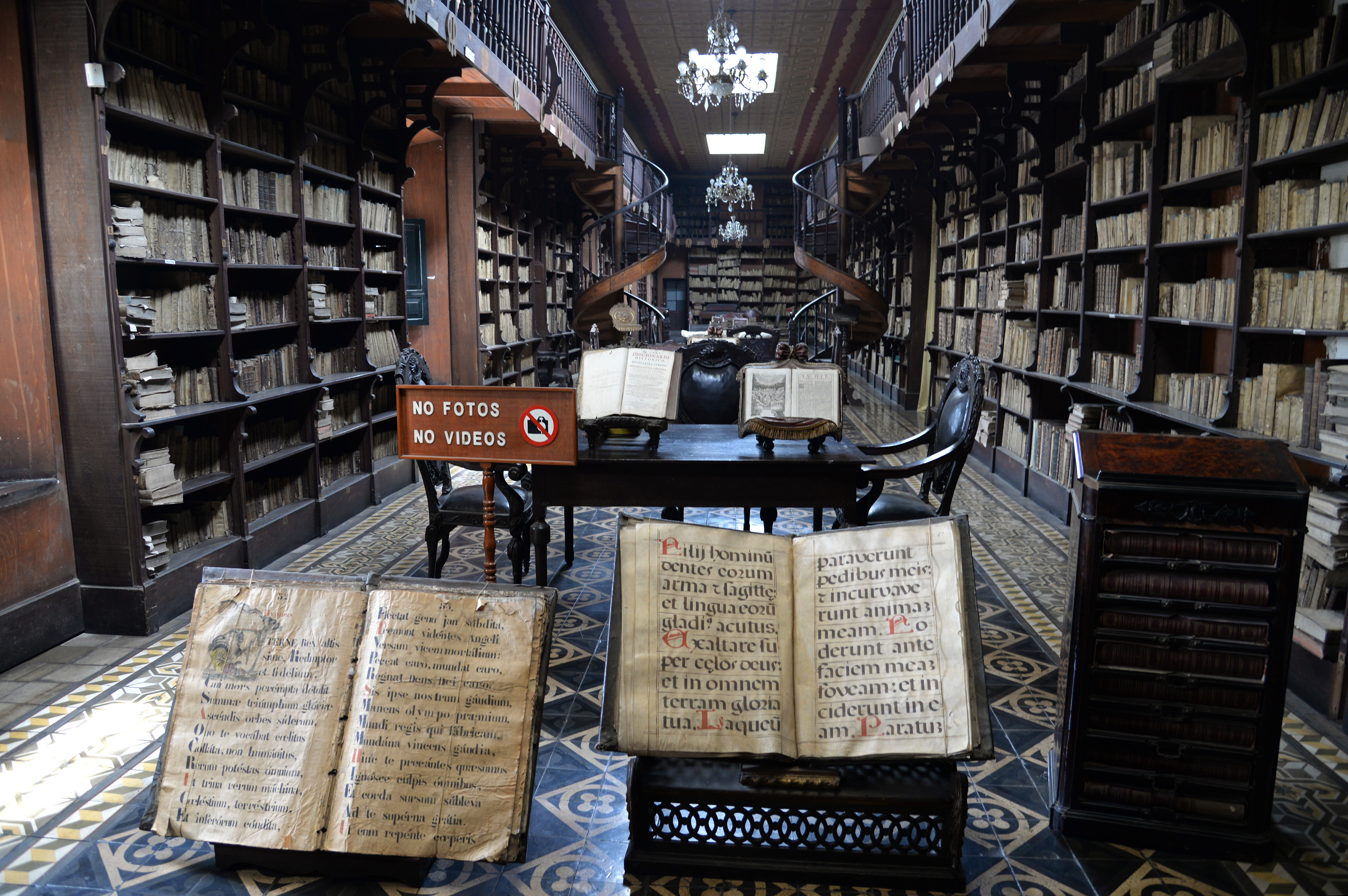
La bibliothèque
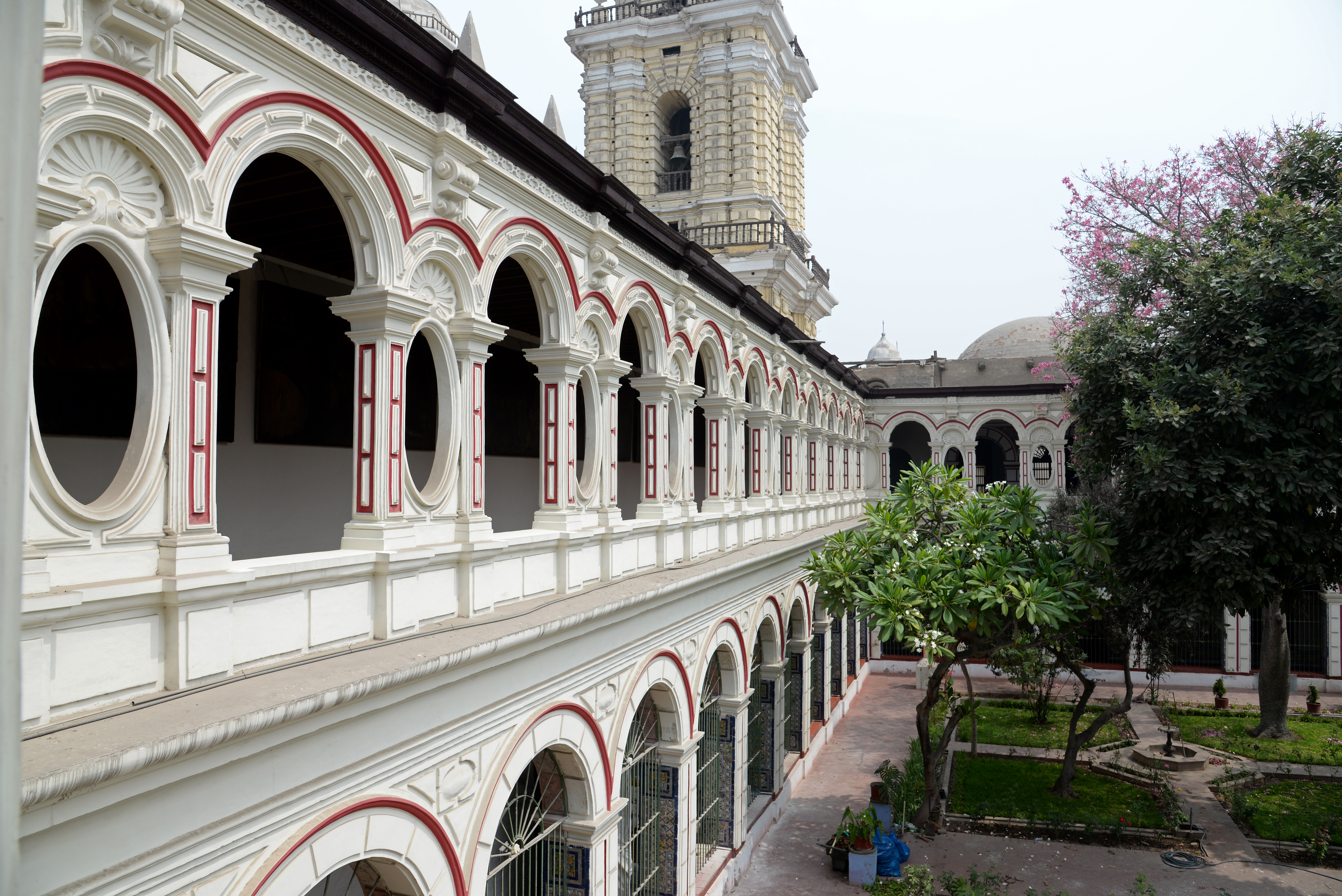
Le cloître.

## Source
- (en) Cet article est partiellement ou en totalité issu de l’article de Wikipédia en anglais intitulé « Monastery of San Francisco, Lima » (voir la liste des auteurs).